# 馬爾什昂法梅訥區
馬爾什昂法梅訥區（法語：Arrondissement de Marche-en-Famenne）是比利時瓦隆大区盧森堡省的一个区。該區轄有9個市鎮，面積953.69平方公里，2020年1月1日人口為56733人。

## 市鎮
馬爾什昂法梅訥區下轄以下市鎮：
- 迪爾比（Durbuy）
- 埃尔泽（Érezée）
- 奥通（Hotton）
- 阿登地区拉罗什（La Roche-en-Ardenne）
- 马奈（Manhay）
- 马尔什昂法梅讷（Marche-en-Famenne）
- 纳索涅（Nassogne）
- 朗德（Rendeux）
- 泰讷维尔（Tenneville）